# Csolnok
Csolnok es un pueblo húngaro perteneciente al distrito de Esztergom, condado de Komárom-Esztergom.

## Superficie
Cuenta con una superficie de 18,71 km².

## Demografía
Hasta 2024 la población era de 3071 habitantes, con una densidad de población de 164,13 hab/km².
| Gráfica de evolución demográfica de Csolnok entre 2020 y 2024 |
|                                                               |
| Datos según la Oficina Central de Estadística de Hungría.     |